# Juninho (futebolista, 1996)
Olávio Vieira dos Santos Júnior, mais conhecido como Juninho (Pitangui, 21 de novembro de 1996) é um futebolista brasileiro que atua como centroavante. Atualmente joga pelo Flamengo.

## Carreira

### Qarabağ
Em 25 de junho de 2023, Juninho assinou um contrato de três anos com o Qarabağ.

### Flamengo
Em 15 de janeiro de 2025, foi anunciado como novo reforço do Flamengo, chegando do Qarabağ por 5 milhões de euros. O atleta de 28 anos assinou contrato até o fim de 2028 e é o primeiro reforço do Rubro-Negro para a temporada 2025. No clube, ele utilizará a camisa de número 23.

## Títulos
Qarabağ
- Primeira Liga do Azerbaijão: 2023–24
- Copa do Azerbaijão: 2023–24[4]

Flamengo
- Supercopa Rei: 2025
- Campeonato Carioca: 2025[5]

### Prêmios individuais
- Melhor Jogador da Primeira Liga do Azerbaijão: 2023–24[6][7]

### Artilharias
- Primeira Liga do Azerbaijão de 2023–24: (20 gols)[8]
- Copa do Azerbaijão de 2023–24: (5 gols)